# 西振老臨時乘降場
西振老臨時乘降場（日语：／ NishiFuraoi Karijōkōba */?）是位於北海道天鹽郡天鹽町，日本國有鐵道（國鐵）羽幌線的臨時乘降場（局設定）（廢站）。在1970年（昭和45年）9月7日，由於較少客量而廢除。

## 歷史
- 1956年（昭和31年）5月1日 - 臨時乘降場啟用[1][2]。
- 1970年（昭和45年）9月7日 - 臨時乘降場停用[1][2]。

## 車站構造
此站為無人車站，設有1面1線的單式月台。

## 車站周邊
在乘降場與舊國道之間還有數間民居。
- 國道232號（日语：国道232号）（天賣國道/日本海Ororon線（日语：日本海オロロンライン））
- 天鹽川
- 沿岸巴士豐富留萌線 「西振老」巴士站距離乘降場北邊約700米處。

## 相鄰車站
日本國有鐵道
羽幌線
北川口－西振老－振老

## 注腳
1. 1 2 3 4  今尾惠介 (编). . 新潮社. 2008-05-18: 44-45. ISBN 9784107900197 （日语）.
2. 1 2 3 4 5  石野哲（編）. . JTB. 1998: 873. ISBN 978-4-533-02980-6 （日语）.